# Верховный Жрец (карта Таро)

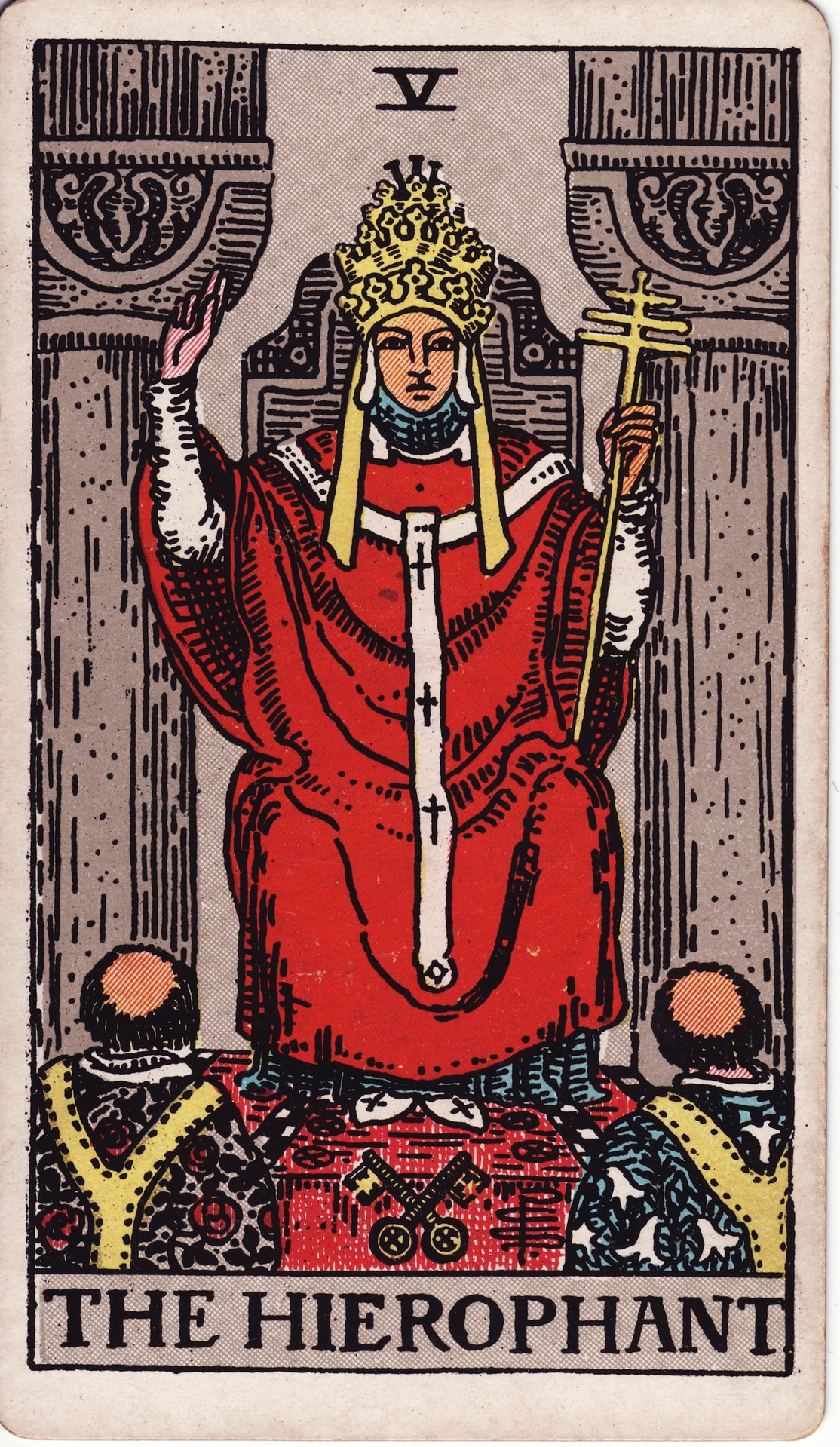
Таро Райдера — Уэйта

Верховный жрец, Иерофант, Папа, Поп — карта № 5 старших арканов колоды Таро. Первосвященник (Верховный Жрец).

## Сюжет карты
На карте изображён архетип архиерея. Он сидит на троне облачённый в жреческую одежду, на нём папская тиара, в руке католический скипетр. На старых колодах — он единственная фигура карты.
- Марсельское Таро: На карте изображён не христианский жрец, а Бахус — бог виноделия и алкоголизма. Он сидит верхом на винной бочке и одной рукой пьёт вино из горла бутылки. Обнажён, за исключением набедренной повязки и венка, сделанных из виноградной лозы. Этим символизируются связи культа Бахуса (Диониса), как одного из прототипов образа Иисуса, евхаристии, масти Кубки и сословия духовенства (что нашло развитие в более поздних колодах).
- Таро Ломбардии (1810): Перед сидящим на троне архиереем коленопреклонённый грешник, склонившийся лицом до пола.
- Таро Карло Делло Рокка (1835) и большинство последующих колод: Перед архиереем 2 коленопреклонённых клирика.

## Соответствия в классических колодах
| Колода                                                                                    | № | Буква иврита | Символ (астрология, стихия) | Оригинальное название |
| ----------------------------------------------------------------------------------------- | - | ------------ | --------------------------- | --------------------- |
| Таро Папюса                                                                               | 5 | ה            | Овен                        |                       |
| Таро Райдера-Уэйта                                                                        |   |              |                             | The Hierophant        |
| Таро Тота                                                                                 | 5 |              | Телец                       | The Hierophant        |
| Египетское Таро                                                                           |   |              |                             |                       |
| Марсельское Таро                                                                          |   |              |                             | Bacus (Бахус)         |
| Фламандское Таро Ванденборре (1780), Таро Ломбардии (1810), Таро Карло Делло Рокка (1835) |   |              |                             | Le Pape, Il Papa      |